# Androniscus cavernarum
Androniscus cavernarum är en kräftdjursart som beskrevs av Karl Wilhelm Verhoeff 1908. Androniscus cavernarum ingår i släktet Androniscus och familjen Trichoniscidae.

## Underarter
Arten delas in i följande underarter:
- A. c. tschameri
- A. c. strasseri
- A. c. scabridus